# سیاوش حسنوف
سیاوش حسنوف (ترکی آذربایجانی: Səyavuş Həsən oğlu Həsənov) قهرمان ملی جمهوری آذربایجان است، که در جنگ قره‌باغ کشته شد.

## زندگی‌نامه
سیاوش حسنوف ۲۰ ژانویه سال ۱۹۶۴، در روستای ینگیجه شهرستان شرور جمهوری خودمختار نخجوان در آذربایجان شوروی تولد یافت. او یک برادر دوقلو داشت. پس از آنکه در مدرسه ای در روستای خود تا پایه هشتم درس خواند، وارد هنرستان شماره ۵۴ باکو شد. آنجا حرفه نقاشی را به خوبی فراگرفت و برای چند ماه در یک شرکت عمرانی منسوب به اداره ساخت و ساز مرکزی باکو کار کرد. بعد به خدمت وظیفه عمومی احضار شد و دوران سربازیاش را در قرارگاه استاوروپول شوروی گذراند.
پس از اتمام خدمت سربازی‌اش، در محل کار سابقش مجدداً مشغول به کار شد. بعد از گذشت مدتی، شرکت یادشده اقدام به اعزام ۳۰۰ تن از کارکنان خود، از جمله سیاوش به تیومن نمود. متعاقب ژانویه سیاه در ۲۰ ژانویه سال ۱۹۹۰، قتل‌عام مردم غیرنظامی باکو به دست ارتش شوروی، او راه باکو را در پیش گرفت و به نهضت ملی برای استقلال آذربایجان از شوروی پیوست.

## جنگ قره‌باغ
هنگامی که بسیج مردمی برای دفاع از قره‌باغ شکل گرفت، سیاوش از اولین کسانی بود که، داوطلبانه بدان ملحق شدند. وی در نبردهایی در شهرهایی نظیر قزاق، گدابی، گران‌بوی و شوشی حضور یافته و تمامی ماموریت‌های محوله‌اش را بی‌کم و کسری و به اندازه کافی به جا آورد. در ۲۵ ژوئن سال ۱۹۹۲، یگان آن‌ها مأمور بازپس‌گیری روستای «قرمزکند» از تصرف نیروهای ارمنستان شد. با وجود اینکه آن‌ها در حال پیشروی به عمق روستا بودند، یک‌دفعه هدف آتش سنگین نظامیان ارمنی قرار گرفتند. اگرچه یگان او مواضع خود در ده یادشده را تقویت کرد و متهاجم را عقب نشاند، سیاوش طی نبرد رخ داده با اصابت گلوله به تنش جان باخت. سربازان آذربایجانی فقط پس از گذشت یک هفته توانستند پیکر او را از سطح میدان جنگ بردارند. او در خیابان شهدای باکو به خاک سپرده شد.

## خانواده
سیاوش حسنوف متأهل بود.

## نشان
بر اساس فرمان شماره ۶۹ ریاست جمهوری آذربایجان به تاریخ ۲۱ ژوئیه ۱۹۹۲، پس از مرگش به سیاوش حسنوف نشان قهرمان ملی این کشور اعطاء گردید.